# Apodemus uralensis
Apodemus uralensis är en däggdjursart som först beskrevs av Peter Simon Pallas 1811. Den ingår i släktet skogsmöss och familjen råttdjur. IUCN kategoriserar arten globalt som livskraftig. Inga underarter finns listade. Det svenska trivialnamnet Dvärgskogsmus förekommer för arten.

## Beskrivning
En liten skogsmus med en kroppslängd på 7 till 10,5 centimeter exklusive den 6,5 till 11 centimeter långa svansen. Pälsen på ovansidan är gråbrun med ljus undersida. Arten påminner om husmus, men skills från denna främst på att Apodemus uralensis har längre bakfötter.

## Ekologi
I europeiska bergstrakter når arten 1 550 meter över havet, medan den i asiatiska barrskogsområden kan nå höjder på 2 800 meter. Habitaten utgörs av skogsbryn och olika slags slättmarker nära skogsområden som åkermark, trädesåkrar, grässlätter och fuktiga träddungar, ofta nära vattendrag och med buskar som undervegetation. Mera sällan förekommer den i skogarnas inre.
Födan består främst av gräsfrön, men den kan också ta andra frön, frukt och smådjur.

## Utbredning
Denna skogsmus förekommer från Centraleuropa och Östeuropa (västerut till Karpaterna, norrut till Ukraina och södra Polen, nordöst till de baltiska republikerna och söderut till Bulgarien) via Ryssland, norra Turkiet och Kaukasus till centrala Asien (västra Mongoliet och Xinjiang i nordvästra Kina). Syd- och östgränserna för utbredningen är osäkra.

## Status
IUCN kategoriserar arten globalt som livskraftig, och populationen är stabil. Den är vanlig, och inga hot är registrerade.